# Takashimaya
Takashimaya Company, Limited (株式会社髙島屋, Kabushiki-gaisha Takashimaya) is een Japanse multinational die warenhuizen exploiteert. De onderneming heeft meer dan 12 filialen in 2 regio's en 4 regionale vestigingen in Azië.

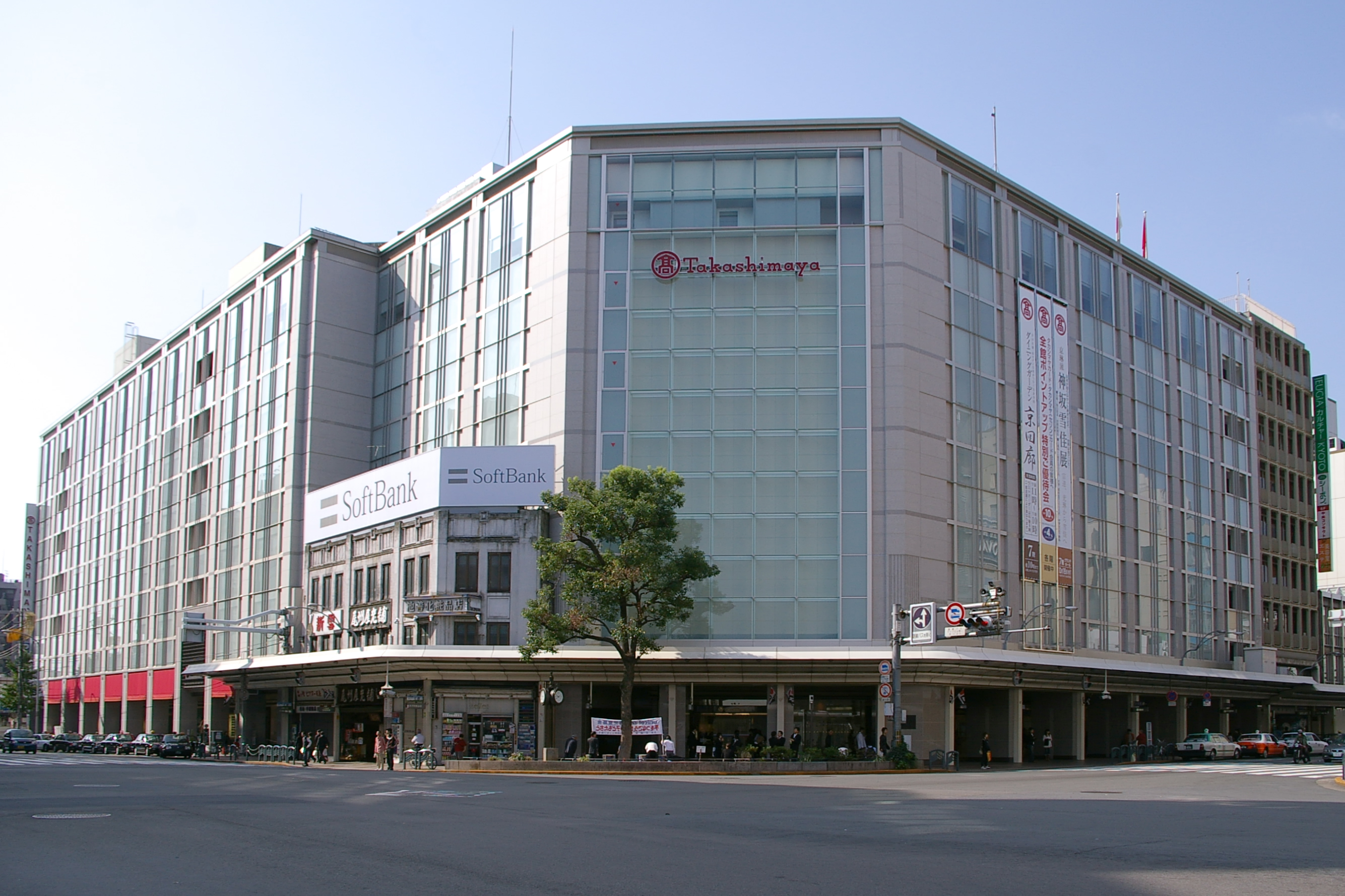
Takashimaya-filiaal in Kioto

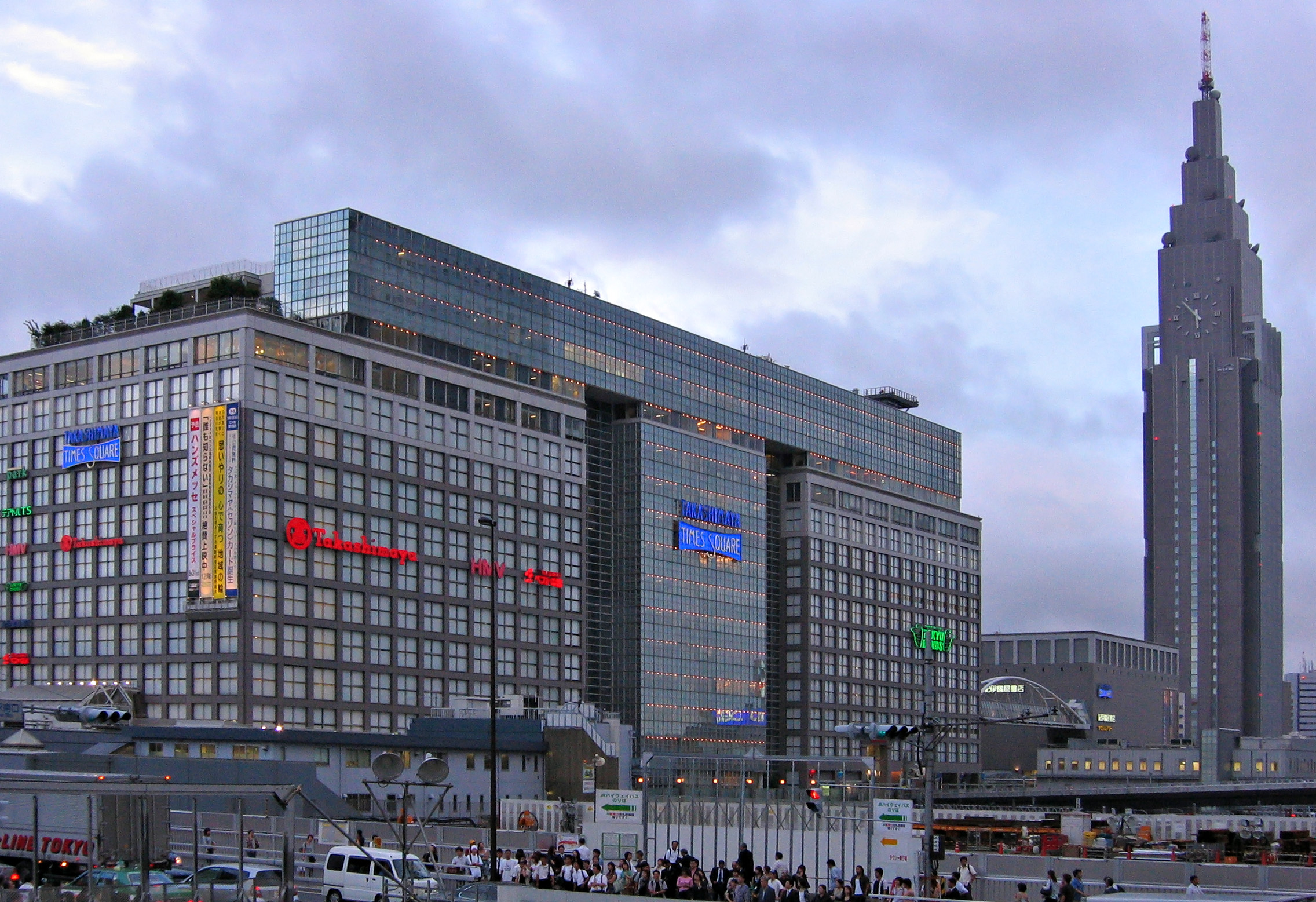
Shinjuku Takashimaya Times Square in Shinjuku, Tokyo

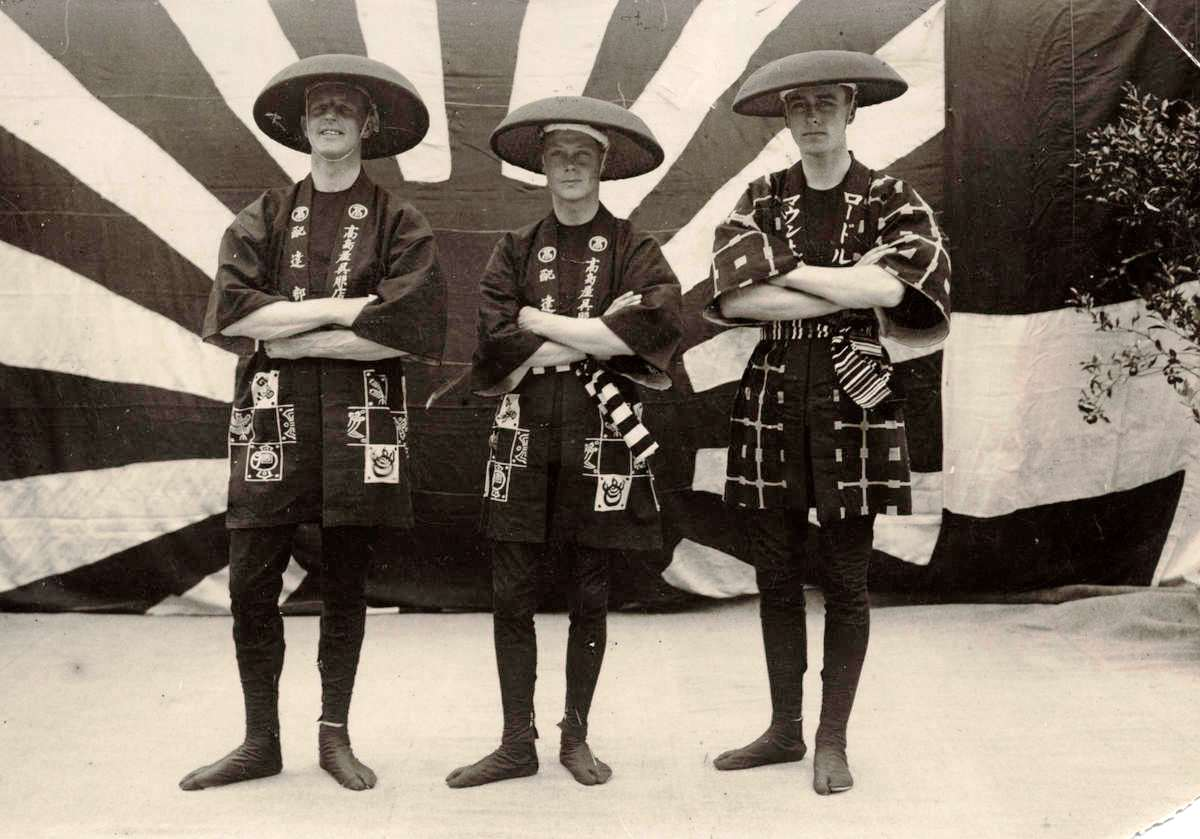
Edward VIII, Louis Mountbatten, 1st Graaf Mountbatten van Birma en zijn staf dragen happi-jassen van Takashimaya tijdens een bezoek aan Kyoto in 1922

Takashimaya was van 1962 tot 1997 lid van de International Association of Department Stores. Takashimaya stond op nummer 1197 op de Forbes Global 2000-lijst voor 2006. Takashimaya is een lid van de Sanwa Group keiretsu.

## Geschiedenis
De eerste Takashimaya-winkel werd in 1831 in Kyoto als eenmanszaak geopend door Shinshichi Iida, een koopman uit de huidige prefectuur Fukui. De oorspronkelijke winkel in Kyoto was slechts 3,6 vierkante meter groot en was gespecialiseerd in de verkoop van gofuku's (formele kimono's). In 1893 werd een tweede winkel in Kyoto geopend, gevolgd door een winkel in Tokio in 1897 en een winkel in Osaka in 1898.
Takashimaya werd in 1909 opgericht als een gomei kaisha (vennootschap met onbeperkte aansprakelijkheid) en in 1919 omgezet in een kabushiki kaisha (naamloze vennootschap).
Takashimaya startte in 1876 een  exportbedrijf, na de Meiji-restauratie, en richtte in 1887 een eigen handelsdivisie op. In 1903 had Takashimaya kantoren in Parijs en Londen en een exportkantoor in Yokohama. De handelsdivisie werd in 1913 afgesplitst als een nieuwe aandelenmaatschappij, Takashimaya-Iida (高島屋飯田株式会社). Takashimaya-Iida fuseerde later met het handelsbedrijf Marubeni. 
Begin jaren 1930 maakte de keten een grote expansie door. In 1931 opende het een "10, 20 en 50 sen-winkel" in Osaka, een voorloper van de huidige 100 yen-winkel. De vlaggenschipwinkel in Namba, Osaka werd geopend in 1932 en een tweede vlaggenschipwinkel in Nihonbashi, Tokio opende in 1933. De winkels in Tokio en Osaka werden beschadigd door de brandbombardementen op Tokio en Osaka in 1945, maar werden niet vernietigd en dienden als logistieke centra tijdens de bezetting van Japan. Vanwege naoorlogse regelgeving over de grootte van nieuwe winkels, werden veel Takashimaya-locaties die vanaf de jaren 1950 werden geopend, waaronder de winkels in Yokohama en Yonago, als afzonderlijke bedrijven opgericht.
In 1958 opende Takashimaya een winkel in New York, die uiteindelijk ruim 3.400 m² vloeroppervlak in beslag nam op 693 Fifth Avenue. De winkel in New York sloot in 2010 toen Takashimaya er vanwege slechte verkoopresultaten voor koos zich te heroriënteren op de Oost- en Zuidoost-Aziatische markten.
In 1969 opende Takashimaya het eerste Japanse winkelcentrum in Amerikaanse stijl in de buurt van station Futako-Tamagawa, ten zuidwesten van Tokio.
De Japanse warenhuisindustrie maakte een golf van consolidatie door tijdens een omzetdaling in de jaren 2000, waarbij Isetan Mitsukoshi Holdings (moedermaatschappij van Mitsukoshi en Isetan) de grootste speler in de branche werd, gevolgd door J. Front Retailing (moedermaatschappij van Daimaru Matsuzakaya Department Stores). In 2008 kondigde Takashimaya plannen aan om te fuseren met H2O Retailing, het moederbedrijf van de in Osaka gevestigde Hanshin Department Store en Hankyu, die de grootste warenhuisexploitant in Japan zouden zijn geworden. Takashimaya en H2O gingen voorafgaand aan de fusie een wederzijdse aandeelhoudersrelatie aan, waarbij ze elk 10% van de aandelen van de ander verwierven, maar in 2010 kondigden zij het afblazen van de fusie aan.
In 2019 kondigde het bedrijf aan dat het op 25 augustus zijn winkel op het Chinese vasteland in Shanghai zou sluiten, maar trok dit besluit in nadat het steun had gekregen van lokale overheden. 

## Vestigingen

### Direct eigendom
Kansai
- Osaka
- Sakai
- Semboku
- Kyoto
- Rakusai

Kanto
- Nihombashi
- Shinjuku
- Tamagawa
- Tachikawa
- Yokohama
- Yokohama (Takashimaya Food Maison)
- Omiya
- Kashiwa
- Otakanomori (Takashimaya Food Maison)

### Dochterondernemingen

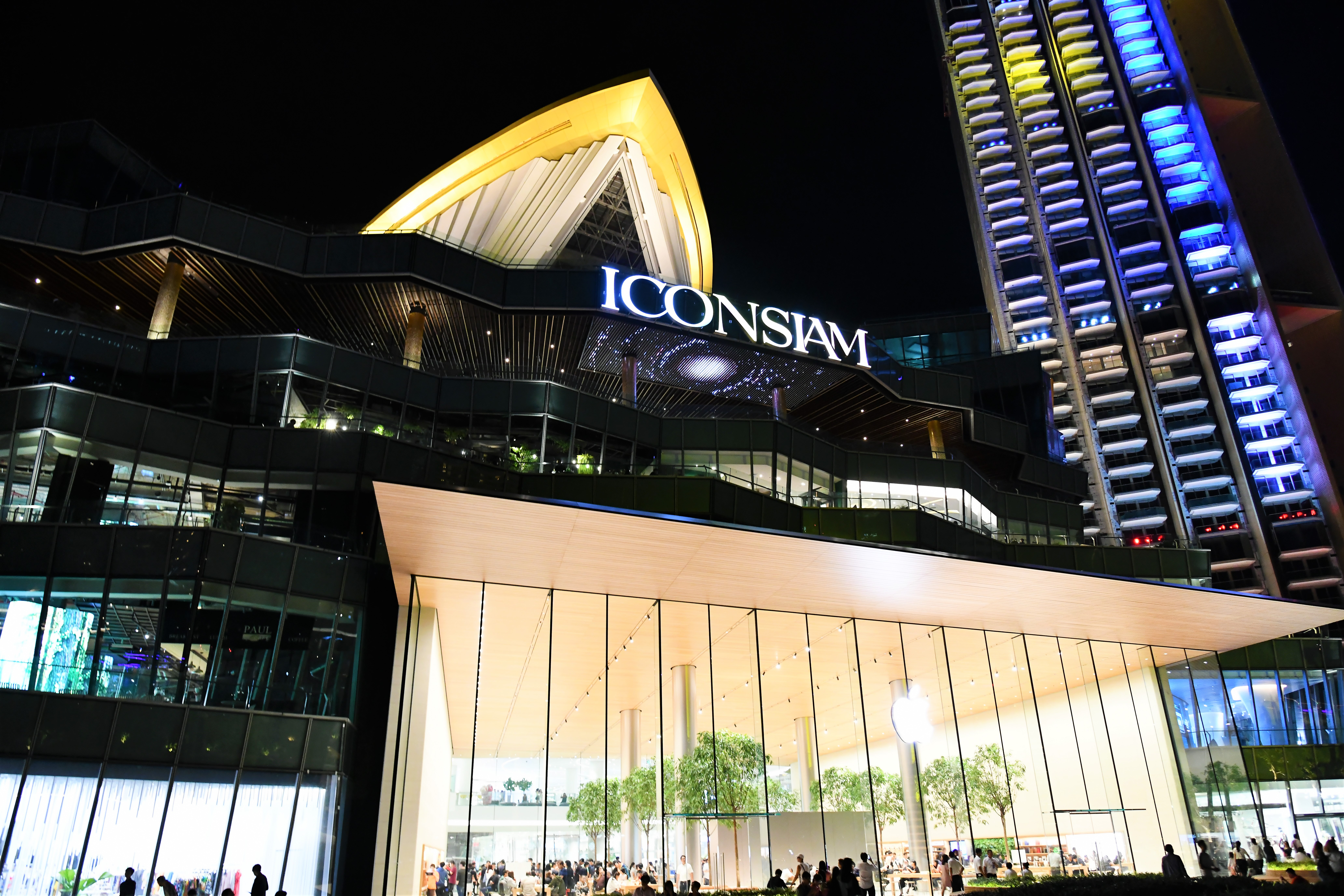
Siam Takashimaya in Thailand bij ICONSIAM

- Takasaki Takashimaya
- Gifu Takashimaya
- Okayama Takashimaya
- Yonago Takashimaya

### Binnenlandse joint venture
- JR Nagoya Takashimaya (joint venture met JR Central)
- Iyotetsu Takashimaya (joint venture met Iyo Railway Co., Ltd.)

### Internationale joint ventures
- Takashimaya Singapore (joint venture met Ngee Ann Kongsi opgericht in 1988)
- Shanghai Takashimaya, Shanghai, China.
- Takashimaya Vietnam (joint venture met Keppel Corporation), Ho Chi Minh City
- Siam Takashimaya (joint venture met Siam Piwat), Bangkok, Thailand

### Voormalige internationale winkels/joint-ventures
- Dayeh Takashimaya - Tianmu, Taipei, Taiwan, joint venture tussen Dayeh Group en Takashimaya. Takashimaya meldde dat het zijn belang van 50% had verkocht, dus Dayeh Takashimaya werd niet genoemd op hun bedrijfswebsite, waarin stond dat Takashimaya niet langer aangesloten is bij de joint venture. Tot op de dag van vandaag opereert de winkel nog steeds zelfstandig onder het merk 'Takashimaya'.